# Elżbieta Gałązka-Salamon
Elżbieta Anna Gałązka-Salamon (ur. 2 marca 1961) – polska tłumaczka z języka angielskiego.
Posiada wykształcenie lingwistyczne, iberystyczne. Opracowała dialogi m.in. do takich filmów jak: Miasteczko South Park (reż. Trey Parker i Matt Stone), Pulp Fiction (reż. Quentin Tarantino), Gnijąca panna młoda (reż. Tim Burton), Piraci z Karaibów (reż. Gore Verbinski), Śmierć nadejdzie jutro (reż. Lee Tamahori), Titanic (reż. James Cameron).
Również od nowa tłumaczyła z języka angielskiego wszystkie filmy Monty Pythona. Jej tłumaczenia zastosowano we wszystkich wznawianych po 2000 r. edycjach dzieł tych komików, zastępując tłumaczenia zmarłego Tomasza Beksińskiego, który jako pierwszy dokonał tłumaczenia na język polski wszystkich ich filmów.
Jest również autorką tłumaczenia odcinków serialu Ostry dyżur, a także odcinków serialu Nic świętego (ang. Nothing Sacred, 1997-1998).

## Publikacje książkowe
- 2004 – Latający cyrk Monty Pythona–Tylko słowa, Wydawnictwo Read Me, ISBN 83-7243-365-8
- 2006 – Latający cyrk Monty Pythona–Tylko słowa. Tom 2, Wydawnictwo Read Me, ISBN 83-7243-366-6
- 1997 – Pulp Fiction, Wydawnictwo Da Capo, ISBN 83-7157-022-8
- 1994 – David Taylor, Ty i twój kot, Wydawnictwo Muza, ISBN 83-7079-337-1